# کلی مازانته
کلی مازانته (انگلیسی: Kelly Mazzante؛ زادهٔ ۲ فوریهٔ ۱۹۸۲) بازیکن بسکتبال اهل ایالات متحده آمریکا است.
از باشگاه‌هایی که در آن بازی کرده‌است می‌توان به آتلانتا دریم اشاره کرد.